# ديفيد إم كي
ديفيد إم كي (بالإنجليزية: David M. Key)‏ (و. 1824 – 1900 م) هو سياسي، ومحامي، وقاضي من الولايات المتحدة الأمريكية . ولد في غرينفيل . تولى منصب عضو مجلس الشيوخ الأمريكي .
وهو عضو في الحزب الديمقراطي الأمريكي .
توفي في تشاتانوجا .

## التعليم
تعلم في Hiwassee College.